# Badacsony (vino)

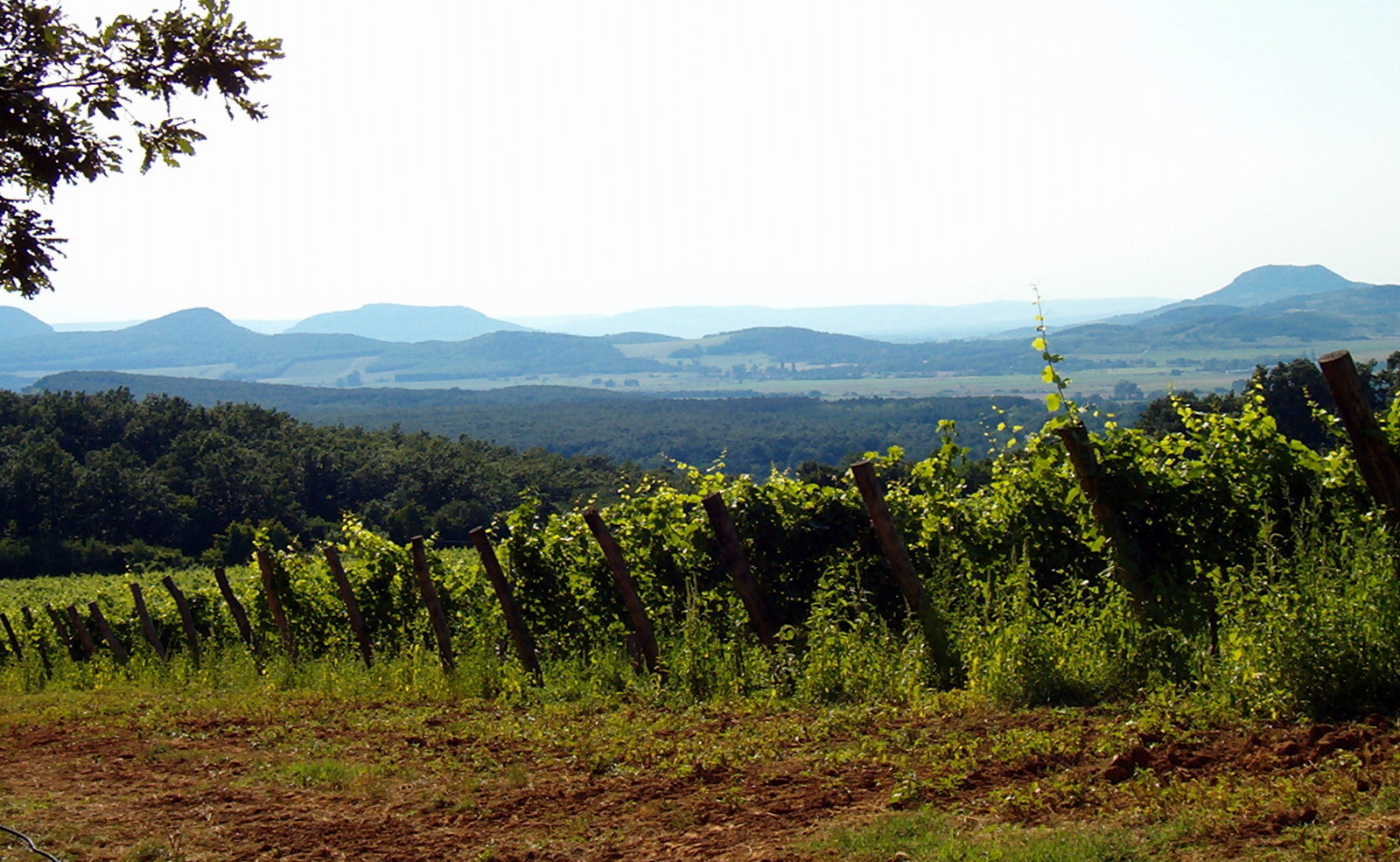
Badacsony

Badacsony (en húngaro Badacsonyi borvidék) es una región vinícola de Hungría situada junto al lago Balatón. Está reconocida oficialmente como una de las 22 regiones vinícolas productoras de vino vcprd del país, y como tal es utilizada como denominación de origen. 
Se trata de una región con un clima de carácter mediterráneo, protegida de los vientos del norte. Los viñedos se extienden por unas 1.800 ha.

## Variedades
- Recomendadas: Chardonnay, Kéknyelû, Olasz rizling, Ottonel muskotály, Rajnai rizling, Sauvignon, Szürkebarát, Pinot blanc.
- Complementarias: Furmint, Tramini, Rizlingszilváni, Zenit, Hárslevelû, Cabernet sauvignon, Kékfrankos, Pinot noir.